# Зарічний (Панкрушихинський район)
Зарі́чний (рос. Заречный) — селище у складі Панкрушихинського району Алтайського краю, Росія. Входить до складу Панкрушихинської сільської ради.

## Населення
Населення — 100 осіб (2010; 162 у 2002).
Національний склад (станом на 2002 рік):
- росіяни — 88 %